# 2020년 5월
| 2020년: 1월 · 2월 · 3월 · 4월 · 5월 · 6월 · 7월 · 8월 · 9월 · 10월 · 11월 · 12월 |

| \| 2020년 5월 1일 (금요일) \| \| 편집 \| |  |      |
| 보건 - 코로나바이러스감염증-19 범유행 - 대한민국의 0시 기준 확진자 수가 10,774명으로 집계되었다. 전날 0시 대비 9명이 늘었다. 사회 - 2020년 노바스코샤주 총기 난사 사건: 캐나다 쥐스탱 트뤼도 총리는 노바스코샤 총격 사건과 관련하여 총기 규제 강화책을 발표하였다. |  |      |
| 2020년 5월 1일 (금요일) |  | 편집 |

| 2020년 5월 1일 (금요일) |  | 편집 |

| \| 2020년 5월 2일 (토요일) \| \| 편집 \| |  |      |
| 보건 - 코로나바이러스감염증-19 범유행 - 대한민국의 0시 기준 확진자 수가 10,780명으로 집계되었다. 전날 0시 대비 6명이 늘었다. 사고 - 이천 물류센터 공사장 화재: 사고 희생자 신원확인이 모두 완료되었다. 정치와 선거 - 조선민주주의인민공화국의 관영매체인 조선중앙텔레비죤은 김정은 국무위원장의 비료공장 준공식 참석 사진 등을 내놓고, 동정을 보도하였다. 김 위원장은 지난 이십여 일가량의 거취가 불분명하고, 중요 행사인 태양절 행사에 불참하며 4월 20일 건강이상설이 불거지기도 하였다. |  |      |
| 2020년 5월 2일 (토요일) |  | 편집 |

| 2020년 5월 2일 (토요일) |  | 편집 |

| \| 2020년 5월 3일 (일요일) \| \| 편집 \| |  |      |
| 무력 충돌과 공격 - 2020년 GP 총격 사건: 대한민국과 조선민주주의인민공화국이 맞닿은 한반도 비무장 지대(DMZ)의 휴전선 감시 초소(GP)에서 총격이 오갔다. 조선민주주의인민공화국 측의 총격에 대한민국이 응사하였다. 사고 당시가 근무 교대 시간이고, 시야가 좋지 않았던 점 등에서 당국자는 우발적 사고에 무게를 둔다고 알려졌다. 보건 - 코로나바이러스감염증-19 범유행 - 대한민국의 0시 기준 확진자 수가 10,793명으로 집계되었다. 전날 0시 대비 13명이 늘었다. - 러시아에서 확진자가 10,633명, 사망자가 58명 늘었다. 누적 확진자는 134,686명, 사망자는 1,280명으로 집계되었다. 세르게이 소뱌닌 모스크바의 시장은 주민들에게 실내에 머무를 것을 주문하고, 아직까지도 감염증은 정점에 이르지 않았다고 경고하였다. |  |      |
| 2020년 5월 3일 (일요일) |  | 편집 |

| 2020년 5월 3일 (일요일) |  | 편집 |

| \| 2020년 5월 4일 (월요일) \| \| 편집 \| |  |      |
| 보건 - 코로나바이러스감염증-19 범유행 - 대한민국의 0시 기준 확진자 수가 10,801명으로 집계되었다. 전날 0시 대비 8명이 늘었다. - 일본의 아베 신조 총리는 비상 사태를 5월 31일까지 연장한다고 밝혔다. 사회 - 2019–2020년 홍콩 시위: 로이터 통신이 홍콩에서 발생한 시위에 대한 보도로 퓰리처상 속보 보도사진 부문을 수상하였다. |  |      |
| 2020년 5월 4일 (월요일) |  | 편집 |

| 2020년 5월 4일 (월요일) |  | 편집 |

| \| 2020년 5월 5일 (화요일) \| \| 편집 \| |  |      |
| 보건 - 코로나바이러스감염증-19 범유행 - 대한민국의 0시 기준 확진자 수가 10,804명으로 집계되었다. 전날 0시 대비 3명이 늘었다. 스포츠 - 2020년 KBO 리그: 대한민국 야구 리그인 KBO 리그 2020년 시즌이 개막하였다. 감염증 유행으로 미국 메이저 리그 베이스볼(MLB)의 개막의 무기한 연기와 관련하여, 처음으로 미국 스포츠 중계 전문 채널인 ESPN에서의 경기 중계가 결정, 중계 방송이 전파를 탔다. ESPN은 이후 포스트시즌 중계까지 할 것으로 알려졌다. |  |      |
| 2020년 5월 5일 (화요일) |  | 편집 |

| 2020년 5월 5일 (화요일) |  | 편집 |

| \| 2020년 5월 6일 (수요일) \| \| 편집 \| |  |      |
| 보건 - 코로나바이러스감염증-19 범유행 - 대한민국의 0시 기준 확진자 수가 10,806명으로 집계되었다. 전날 0시 대비 2명이 늘었다. - 영국의 보건 당국인 국민 건강 서비스(NHS)는 5일 17시 기준 사망자 수가 30,076명으로 집계되었다고 밝혔다. 전일(29,427명) 대비 649명이 늘어난 수치이다. 유럽 국가 중 처음으로 사망자 수가 3만명이 넘어선 영국은, 지난 4일 이탈리아의 누적 사망자 수를 넘어선 바 있다. 사고 - 한국수력원자력은 월성원자력발전소에 있는 월성원전 4호 터빈발전기가 정지되는 사고가 발생하였다고 밝혔다. 정치와 선거 - 2020년 폴란드 대통령 선거: 폴란드의 대통령을 선출하기 위한 선거가 감염증 유행으로 연기되었다. 당초 폴란드 대선은 5월 10일 치러질 예정이었다. |  |      |
| 2020년 5월 6일 (수요일) |  | 편집 |

| 2020년 5월 6일 (수요일) |  | 편집 |

| \| 2020년 5월 7일 (목요일) \| \| 편집 \| |  |      |
| 보건 - 코로나바이러스감염증-19 범유행 - 대한민국의 0시 기준 확진자 수가 10,810명으로 집계되었다. 전날 0시 대비 4명이 늘었다. 사고 - 인도 안드라프라데시주 비샤카파트남에 위치한 LG화학 공장에서 가스 누출 사고가 발생, 최소 11명이 숨졌으며, 약 1,000여 명이 병원으로 이송되었다. 사회 - 대한민국의 재단법인인 정의기억연대(정의연)에 대하여 기부금 유용 의혹 및 회계 논란이 불거졌다. 이에 대하여 정의연은 자금 운용에 문제가 없다고 반박하였다. |  |      |
| 2020년 5월 7일 (목요일) |  | 편집 |

| 2020년 5월 7일 (목요일) |  | 편집 |

| \| 2020년 5월 8일 (금요일) \| \| 편집 \| |  |      |
| 경제와 비즈니스 - 감염증이 유행하고 있는 가운데, 미국의 실업률이 14.7%로 나타났다. 대공황(1929년~1939년) 이후 가장 높은 실업률이다. 보건 - 코로나바이러스감염증-19 범유행 - 대한민국의 0시 기준 확진자 수가 10,822명으로 집계되었다. 전날 0시 대비 12명이 늘었다. - 쿠웨이트는 감염증 확산을 막기위화여 오는 10일부터 30일까지 통행 금지를 실시하기로 하였다. 쿠웨이트는 전일 대비 641명이 새롭게 확진, 유행 시작된 이후 가장 많은 확진자 수 증가세를 보였다. |  |      |
| 2020년 5월 8일 (금요일) |  | 편집 |

| 2020년 5월 8일 (금요일) |  | 편집 |

| \| 2020년 5월 9일 (토요일) \| \| 편집 \| |  |      |
| 보건 - 코로나바이러스감염증-19 범유행 - 대한민국의 코로나바이러스감염증-19 범유행 - 대한민국의 0시 기준 확진자 수가 10,840명으로 집계되었다. 전날 0시 대비 18명이 늘었다. - 서울특별시는 이태원 일대의 클럽을 중심으로한 감염자 집단 발생과 관련하여 유흥시설에 대하여 집합금지 행정명령을 발령하였다. |  |      |
| 2020년 5월 9일 (토요일) |  | 편집 |

| 2020년 5월 9일 (토요일) |  | 편집 |

| \| 2020년 5월 10일 (일요일) \| \| 편집 \| |  |      |
| 보건 - 코로나바이러스감염증-19 범유행 - 대한민국의 0시 기준 확진자 수가 10,874명으로 집계되었다. 전날 0시 대비 34명이 늘었다. 정치와 선거 - 대한민국의 문재인 대통령이 취임 3주년을 맞아 대국민 연설을 하였다. 감염증 유행과 관련한 질병관리본부의 청 승격 방안 및 3차 추가경정예산(추경), 일자리 정책 및 제4차 산업혁명과 관련된 경제 정책 등을 발표하였다. |  |      |
| 2020년 5월 10일 (일요일) |  | 편집 |

| 2020년 5월 10일 (일요일) |  | 편집 |

| \| 2020년 5월 11일 (월요일) \| \| 편집 \| |  |      |
| 경제와 비즈니스 - 테슬라의 일론 머스크는 지역 당국의 폐쇄 조치와 관계없이 미국 캘리포니아주 앨러미다 군 프리몬트의 테슬라 공장(Tesla Factory)을 재가동할 것이라고 밝혔다. 국제 관계 - 한미 관계: 대한민국 정부는 미국에 마스크 200만장을 긴급 지원했으며, 감염증 유행에 대한 공조 차원이라고 밝혔다. 문화와 예술 - 상하이 디즈니랜드가 사회적 거리두기를 실시하며 재개장하였다. 문을 닫은 전 세계 디즈니랜드 중 첫 재개장이다. 보건 - 코로나바이러스감염증-19 범유행 - 대한민국의 코로나바이러스감염증-19 범유행 - 대한민국의 0시 기준 확진자 수가 10,909명으로 집계되었다. 전날 0시 대비 35명이 늘었다. - 중화인민공화국 지린성 북동부에서 바이러스가 다시 번지는 것으로 알려졌다. - 미국의 사망자 수가 80,000여 명을 넘어섰다. 스포츠 - 롭 만프레드(Rob Manfred) 메이저 리그 베이스볼(MLB) 커미셔너는 7월 시즌 개막을 제안하였다. 이 제안은 선수 협회의 승인을 받아야 한다. 재해 - 조선민주주의인민공화국 강원도 세포군에서 규모 4.0의 지진이 발생하였다. |  |      |
| 2020년 5월 11일 (월요일) |  | 편집 |

| 2020년 5월 11일 (월요일) |  | 편집 |

| \| 2020년 5월 12일 (화요일) \| \| 편집 \| |  |      |
| 국제 관계 - 중화인민공화국이 검역 위반 등을 이유로 오스트레일리아의 4개 도축장의 쇠고기 수입을 중단한다고 밝혔다. 해당 도축장들의 대 중화인민공화국 수출 물량은 전체 수출물량의 약 35% 가량이다. 오스트레일리아 스콧 모리슨 총리는 지난 달 바이러스 기원에 대한 국제적인 조사 요구를 한 바 있으며, 이와 관련된 무역 보복으로 평가된다. 보건 - 코로나바이러스감염증-19 범유행 - 대한민국의 0시 기준 확진자 수가 10,936명으로 집계되었다. 전날 0시 대비 27명이 늘었다. - 러시아 모스크바 크렘린(대통령관저)의 드미트리 페스코프(Dmitry Peskov) 대변인이 감염증 확진으로 입원하였다. - 브라질 보건 당국은 지난 밤 881명이 숨졌으며, 하루 사이 사망자 수로는 가장 많은 수의 사망자가 발생했다고 밝혔다. 브라질의 확진자 수는 177,589명, 사망자 수는 12,400명 이상으로 집계되었다. 정치와 선거 - 더불어민주당이 더불어시민당 합당을 의결하였다. 13일 합동최고위원회를 거쳐 15일 대한민국 중앙선거관리위원회에 합당 신고를 할 것으로 알려졌다. |  |      |
| 2020년 5월 12일 (화요일) |  | 편집 |

| 2020년 5월 12일 (화요일) |  | 편집 |

| \| 2020년 5월 13일 (수요일) \| \| 편집 \| |  |      |
| 보건 - 코로나바이러스감염증-19 범유행 - 대한민국의 0시 기준 확진자 수가 10,962명으로 집계되었다. 전날 0시 대비 26명이 늘었다. - 레소토가 무증상 감염자 첫 사례를 보고하였다. - 폴란드가 6월 12일까지 외국인의 입국을 금지한다. - 칠레가 감염자 급증으로 수도 산티아고를 폐쇄한다고 밝혔다. - 미국 뉴욕에서 보행자 사망이 발생하지 않은 지 58일이 되었다. 1983년부터 시 당국이 보행자 사망을 추적한 이래 가장 긴 기간이다. 교통 속도 카메라 증가 및 코로나-19 유행으로 인한 교통량 급감이 원인으로 평가된다. |  |      |
| 2020년 5월 13일 (수요일) |  | 편집 |

| 2020년 5월 13일 (수요일) |  | 편집 |

| \| 2020년 5월 14일 (목요일) \| \| 편집 \|                                                                                     |  |      |
| 보건 - 코로나바이러스감염증-19 범유행 - 대한민국의 0시 기준 확진자 수가 10,991명으로 집계되었다. 전날 0시 대비 29명이 늘었다. |  |      |
| 2020년 5월 14일 (목요일) |  | 편집 |

| 2020년 5월 14일 (목요일) |  | 편집 |

| \| 2020년 5월 15일 (금요일) \| \| 편집 \| |  |      |
| 보건 - 코로나바이러스감염증-19 범유행 - 전 세계에서 감염증으로 인해 숨진 사람의 수가 300,000명을 넘어섰다. 5월 15일 기준 누적 확진자의 수는 약 441만여 명이다. - 대한민국의 0시 기준 확진자 수가 11,018명으로 집계되었다. 전날 0시 대비 27명이 늘었다. |  |      |
| 2020년 5월 15일 (금요일) |  | 편집 |

| 2020년 5월 15일 (금요일) |  | 편집 |

| \| 2020년 5월 16일 (토요일) \| \| 편집 \| |  |      |
| 경제와 비즈니스 - 에어캐나다가 오는 6월 7일부터 전체 직원의 절반이 넘는 약 20,000여 명을 감원한다. 에어캐나다는 코로나-19 유행으로 전체 운항의 약 95%가 중단된 상태이다. 보건 - 코로나바이러스감염증-19 범유행 - 대한민국의 0시 기준 확진자 수가 11,037명으로 집계되었다. 전날 0시 대비 19명이 늘었다. 스포츠 - 분데스리가 2019-20: 분데스리가가 유럽 축구 리그 중 처음으로 재개되였다. 잔여 경기는 무관중 경기로 진행될 예정이다. |  |      |
| 2020년 5월 16일 (토요일) |  | 편집 |

| 2020년 5월 16일 (토요일) |  | 편집 |

| \| 2020년 5월 17일 (일요일) \| \| 편집 \| |  |      |
| 국제 관계 - 중화인민공화국의 두웨이(杜伟, Du Wei) 주 이스라엘 대사가 텔아비브 대사관 관저에서 숨진 채 발견되었다. 사인은 건강 상의 이유로 알려졌다. 보건 - 코로나바이러스감염증-19 범유행 - 대한민국의 0시 기준 확진자 수가 11,050명으로 집계되었다. 전날 0시 대비 13명이 늘었다. - 인도가 전국 단위의 봉쇄 조치(lockdown)를 오는 5월 31일까지 2주 더 연장하였다. 스포츠 - 미국에서 나스카(NASCAR) 대회가 재개되었다. 일련의 스포츠 리그가 모두 중단된 가운데, 가장 처음으로 리그를 다시 시작하였다. |  |      |
| 2020년 5월 17일 (일요일) |  | 편집 |

| 2020년 5월 17일 (일요일) |  | 편집 |

| \| 2020년 5월 18일 (월요일) \| \| 편집 \| |  |      |
| 보건 - 코로나바이러스감염증-19 범유행 - 대한민국의 0시 기준 확진자 수가 11,065명으로 집계되었다. 전날 0시 대비 15명이 늘었다. - 세계보건기구(WHO)는 연례 회의인 세계보건총회를 종래의 대면 회의가 아닌 화상 회의로 대체 진행하였다. 사고 - 충청북도 괴산군 연풍면 추점리 중부내륙고속도로 마산방향 추점터널에서 8중 추돌사고가 발생하여 2명이 사망하고 10명이 부상당했다. 재해 - 동아프리카 지역에 홍수가 발생, 최소 24명이 숨졌으며, 약 100만여 명이 영향을 받게되었다. |  |      |
| 2020년 5월 18일 (월요일) |  | 편집 |

| 2020년 5월 18일 (월요일) |  | 편집 |

| \| 2020년 5월 19일 (화요일) \| \| 편집 \| |  |      |
| 경제와 비즈니스 - 태국의 국영항공사인 타이 항공이 파산하고 법정관리에 들어갔다. 감염증 유행에 따른 채무의 급격한 증가가 원인으로 알려졌다. 보건 - 코로나바이러스감염증-19 범유행 - 대한민국의 0시 기준 확진자 수가 11,078명으로 집계되었다. 전날 0시 대비 13명이 늘었다. 문화와 예술 - 대한민국의 온라인 음악 서비스인 멜론이 음원 사재기로 대표되는 여러 문제가 있던 실시간 차트를 폐지하겠다고 발표하였다. |  |      |
| 2020년 5월 19일 (화요일) |  | 편집 |

| 2020년 5월 19일 (화요일) |  | 편집 |

| \| 2020년 5월 20일 (수요일) \| \| 편집 \| |  |      |
| 법과 범죄 - 미국 매사추세츠주 관계 당국은 2019년 르노·닛산·미쓰비시의 회장의 카를로스 곤 회장이 일본에서 레바논으로 탈출할 수 있도록 도운 아버지와 아들(각각 59세, 27세)을 체포하였다고 밝혔다. - 볼리비아의 마르셀로 나바하스(Marcelo Navajas) 보건부 장관이 인공호흡기 구매와 관련한 비리 의혹으로 체포되었다. 볼리비아 보건 당국은 최근 감염증 유행과 관련하여 미주개발은행의 지원을 받아 스페인 업체가 제조한 인공호흡기 179대(총액 약 500만달러)를 구입한 바 있다. 보건 - 코로나바이러스감염증-19 범유행 - 대한민국의 0시 기준 확진자 수가 11,110명으로 집계되었다. 전날 0시 대비 32명이 늘었다. 스포츠 - 미국의 프로레슬링 단체인 WWE의 선수 섀드 개스퍼드이 캘리포니아 해변에서 숨진 채 발견되었다. 개스퍼드는 지난 17일 해변에서 실종된 바 있다. 재해 - 2020년 북인도양 사이클론: 인도 서벵골주와 방글라데시 일대에 사이클론 암판(Amphan)이 상륙하였다. 최소 85명이 숨졌으며, 약 4000만여 명의 이재민이 발생하였다. - 미국 미시간주에서 폭우와 홍수로 댐 두 곳(이든빌 댐, 샌포드 댐)이 범람하고, 일부 유실되었다. 이와 관련하여 10,000여 명의 주민에 대한 대피 명령이 내려졌다. 17일부터 폭우가 이어진 미시간주는 19일 비상사태가 선포되었다. |  |      |
| 2020년 5월 20일 (수요일) |  | 편집 |

| 2020년 5월 20일 (수요일) |  | 편집 |

| \| 2020년 5월 21일 (목요일) \| \| 편집 \| |  |      |
| 보건 - 코로나바이러스감염증-19 범유행 - 전 세계 확진자 수가 500만여 명을 넘어섰다. 이중 약 31%는 미국에서 발생하였다. - 대한민국의 0시 기준 확진자 수가 11,122명으로 집계되었다. 전날 0시 대비 12명이 늘었다. |  |      |
| 2020년 5월 21일 (목요일) |  | 편집 |

| 2020년 5월 21일 (목요일) |  | 편집 |

| \| 2020년 5월 22일 (금요일) \| \| 편집 \| |  |      |
| 보건 - 코로나바이러스감염증-19 범유행 - 대한민국의 0시 기준 확진자 수가 11,142명으로 집계되었다. 전날 0시 대비 20명이 늘었다. - 러시아의 확진자 수가 32만 명을 넘어섰다. - 미국의 코로나바이러스감염증-19 범유행 - 미국의 확진자 수가 158,9000여 명, 사망자 수는 8,9700여 명으로 집계되었다. - 미시간주 그레천 휘트머 주지사가 재택 명령(Stay-at-home order)을 6월 12일까지, 비상사태를 6월 19일까지 연장하였다. - 브라질 보건부는 확진자 수가 330,890명으로 전날 대비 20,803명 늘었다고 밝혔다. 브라질 확진자 수가 2만명 이상 증가하기는 처음이다. 브라질은 2월 26일 첫 확진 사례 보고 이후, 5월 3일 10만, 14일 20만, 21일 30만명을 넘어섰다. 사고 - 파키스탄 국제항공 8303편 추락 사고: 파키스탄에서 파키스탄 국제항공 소속 여객기인 8303편이 카라치 모델 콜로니(Model Colony)에 추락하는 사고가 발생하였다. 라호르의 알라마 이크발 국제공항을 출발, 카라치의 진나 국제공항으로 향하던 8303편에는 약100여 명 이상이 탑승한 것으로 알려졌다. 도심 지역에 추락하면서 지상의 인명 피해도 발생한 것으로 추정되며, 최소 56명의 시신이 수습되었다. 정치와 선거 - 뉴질랜드 제1야당인 뉴질랜드 국민당에서 신임 지도부를 구성하기 위한 비상 의원총회가 소집되었다. 선거 결과 신임 대표에 토드 멀러(Todd Muller), 부대표에 니키 케이(Nikki Kaye)가 선출되었다. 2018년초에 당권을 잡은 사이먼 브리지스(Simon Bridges)대표는 토드 밀러에 밀려났다. 한편, 뉴질랜드는 오는 9월 19일 총선을 실시해 120명의 의원을 선출할 예정이다. - 미래한국당이 2020년 5월 22일 열린 미래한국당 당선자 회의에서 2020년 5월 29일에 미래통합당과 합당할 것이라고 결정했다. |  |      |
| 2020년 5월 22일 (금요일) |  | 편집 |

| 2020년 5월 22일 (금요일) |  | 편집 |

| \| 2020년 5월 23일 (토요일) \| \| 편집 \| |  |      |
| 보건 - 코로나바이러스감염증-19 범유행 - 대한민국의 0시 기준 확진자 수가 11,165명으로 집계되었다. 전날 0시 대비 23명이 늘었다. - 미국 뉴욕주의 앤드루 쿠오모 주지사는 사망자가 하루사이 84명 늘었다고 밝혔다. 이는 지난 3월 24일 이후 가장 낮은 수준이다. 사회적 거리두기를 유지하는 가운데, 이날 행정명령을 통하여 최대 10명까지의 모임은 허용하기로 하였다. 다가오는 메모리얼 데이 행사와 관련한 21일 10명까지의 모임 허용한데 더한 조치이다. 한편, 주 보건 당국은 보건전문가의 결정이 아니며, 여전히 위험하다고 경고하였다. 스포츠 - 2020 SKT JUMP 카트라이더 리그 시즌 1: 대한민국의 프로게이머 문호준(한화생명 e스포츠)이 카트라이더 개인전 결승에서 승리, 통산 10 번째 개인전 우승을 하였다. 이어진 팀전에서도 승리하며, 개인전과 단체전 모두 우승컵을 거머쥐었다. |  |      |
| 2020년 5월 23일 (토요일) |  | 편집 |

| 2020년 5월 23일 (토요일) |  | 편집 |

| \| 2020년 5월 24일 (일요일) \| \| 편집 \| |  |      |
| 무력 충돌과 공격 - 소말리아 바이다보에서 이드 알피트르 행사 중 자동차 폭탄 테러가 발생, 최소 5명이 숨지고 20여 명이 부상을 입었다. 보건 - 코로나바이러스감염증-19 범유행 - 대한민국의 0시 기준 확진자 수가 11,190명으로 집계되었다. 전날 0시 대비 25명이 늘었다. 사고 - 대한민국 서울 지하철 5호선 발산역에서 새벽 1시경 회송 열차가 탈선하여, 복구가 완료된 오후 12:50경까지 방화역-화곡역 구간의 지하철 운행이 중단되었다. - 대한민국 충청남도 태안군 소원면 의항리 일리포 해변에서 버려진 소형 보트가 발견되었다. 관계당국은 관련 조사 중이라고 밝혔다. 정치와 선거 - 조선민주주의인민공화국 김정은 국무위원장이 중앙군사위원회 확대회의를 주재하였다. 이번 회의 소집은 2019년 12월 22일 이후 약 5개월여 만으로, 포병의 화력 강화 및 핵전쟁 억제력 강화 등이 논의된 것으로 알려졌다. 로동신문과 조선중앙통신사 등이 관련 보도를 하였으며, 김 위원장 동정 보도는 5월 2일 이후 22일 만이다. |  |      |
| 2020년 5월 24일 (일요일) |  | 편집 |

| 2020년 5월 24일 (일요일) |  | 편집 |

| \| 2020년 5월 25일 (월요일) \| \| 편집 \| |  |      |
| 보건 - 코로나바이러스감염증-19 범유행 - 대한민국의 0시 기준 확진자 수가 11,206명으로 집계되었다. 전날 0시 대비 16명이 늘었다. 사회 - 조지 플로이드 사망 항의 시위: 미국 미네소타주의 미니애폴리스에서 발생한 조지 플로이드 사망 사건에 대한 항의 시위가 미국 전역에서 일어났다. 정치와 선거 - 대한민국 제21대 국회: 더불어민주당이 오는 5월 30일 개원하는 국회의 국회의장 후보에 6선(21대 국회 최다선)의 박병석 의원, 부의장 후보에 4선 김상희 의원을 각각 추대하였다. 19일과 20일 양일간 실시된 후보 등록 결과 두 후보가 각각 단수후보로 등록하였으며, 당선인 총회에서 두 후보를 추대 형식으로 선출하였다. |  |      |
| 2020년 5월 25일 (월요일) |  | 편집 |

| 2020년 5월 25일 (월요일) |  | 편집 |

| \| 2020년 5월 26일 (화요일) \| \| 편집 \| |  |      |
| 경제와 비즈니스 - 라틴아메리카 최대 항공사인 LATAM 항공 그룹이 뉴욕 법원에 파산 보호를 신청하였다. 감염증 유행과 이에 따른 항공 수요 급감으로, 전 세계 항공사들이 경영난에 직면하였으며, 앞서 5월 19일에는 태국의 국영항공사인 타이 항공이 파산하고 법정관리에 들어간 바 있다. - 홍콩과 마카오 등에서 활동한 기업인 스탠리 호가 숨졌다. 호는 마카오에서 카지노 및 관련 산업으로 부를 축적하였으며, 도박의 대부, 도박왕 등으로 일컬어지기도 한다. 1962년부터 2001년까지 마카오의 카지노 시장을 독점하기도 하였다. 법과 범죄 - 코스타리카에서 동성결혼이 합법화되었다. 중남미 국가 중에서는 여섯 번째이다. 중남미 지역에서는 지난 2010년 7월 아르헨티나를 시작으로, 2013년 브라질, 2013년 4월 우루과이, 2014년 에콰도르, 2016년 콜롬비아에서 각각 동성결혼이 합법화된 바 있다. 그리고 멕시코는 일부 지역에서만 합법이다. 보건 - 코로나바이러스감염증-19 범유행 - 대한민국의 0시 기준 확진자 수가 11,225명으로 집계되었다. 전날 0시 대비 19명이 늘었다. |  |      |
| 2020년 5월 26일 (화요일) |  | 편집 |

| 2020년 5월 26일 (화요일) |  | 편집 |

| \| 2020년 5월 27일 (수요일) \| \| 편집 \| |  |      |
| 법과 범죄 - 교토 애니메이션 방화 사건: 방화 용의자가 병원에서 체포되어 경찰 당국으로 이송되었다. 용의자는 지난 2019년 7월 당시, 방화 과정에서 전신에 화상을 입어 병원 치료를 받아왔다. 보건 - 코로나바이러스감염증-19 범유행 - 대한민국의 0시 기준 확진자 수가 11,265명으로 집계되었다. 전날 0시 대비 40명이 늘었다. |  |      |
| 2020년 5월 27일 (수요일) |  | 편집 |

| 2020년 5월 27일 (수요일) |  | 편집 |

| \| 2020년 5월 28일 (목요일) \| \| 편집 \| |  |      |
| 경제와 비즈니스 - 한국은행이 금융통화위원회를 열고, 기준금리 0.25%p 인하를 결정하였다. 이에 따라 기준금리는 연 0.75%에서 0.5%로 낮아졌다. 3월 16일 0.5%p 인하 이후 또 다시 인하 결정하였다. - 일본의 자동차 기업 닛산 자동차가 대한민국 시장에서 철수한다. 2004년 시장 진출이후 16년만이다. 한국닛산은 2028년까지 사후지원을 제공할 예정이라고 밝혔다. 법과 범죄 - 중화인민공화국의 전국인민대표대회(전인대) 제13기 3차 전체회의에서 홍콩 국가보안법이 통과되었다. 홍콩 국가보안법은 홍콩에서의 반정부 활동 감시 및 처벌 등을 그 내용으로 한다. 해당 법안 표결에는 대표단 2,885명이 참여, 찬성 2,878명, 반대 1명, 기권 6명으로 가결되었다. 보건 - 코로나바이러스감염증-19 범유행 - 대한민국의 0시 기준 확진자 수가 11,344명으로 집계되었다. 전날 0시 대비 79명이 늘었다. - 미국의 사망자 수 집계가 10만여 명을 넘어섰다. 스포츠 - 제124회 보스턴 마라톤이 감염증 유행으로 취소되었다. 대회는 1897년 제1회 대회 이래 매년 치러져왔으며, 대회 역사상 경기가 취소되기는 이번이 처음이다. 보스턴체육협회(BAA. Boston Athletic Association)는 지난 3월 11일에 당초 4월 20일 열릴 예정이던 대회를 9월 14일로 연기한 바 있으나, 해당 시점이 되어도 범유행 사태 해결이 어렵다고 판단, 대회를 완전 취소하였다. 정치와 선거 - 대한민국의 정당인 미래통합당(통합당)과 미래한국당(한국당)이 합당을 선언하였다. 양당 수임기구는 통합당에 한국당이 흡수되는 형식으로 합당을 결의하였으며, 합당으로 미래통합당은 기존 지역구 의석 84석에 한국당 비례대표 의석 19석이 합쳐진 103석이 된다. 미래한국당은 위성정당으로 창당된지 113일만에 다시 하나로 합쳐졌다. 앞서 5월 12일에는 더불어민주당과 더불어시민당과 합당(177석)한 바 있다. |  |      |
| 2020년 5월 28일 (목요일) |  | 편집 |

| 2020년 5월 28일 (목요일) |  | 편집 |

| \| 2020년 5월 29일 (금요일) \| \| 편집 \| |  |      |
| 보건 - 코로나바이러스감염증-19 범유행 - 대한민국의 0시 기준 확진자 수가 11,402명으로 집계되었다. 전날 0시 대비 58명이 늘었다. 사고 - 노릴스크 경유 유출 사고: 러시아 크라스노야르스크 변경주의 노릴스크에서 경유 유출 사고가 발생하였다. 사회 - 대한민국의 세종특별자치시에 국립세종수목원이 준공되었다. |  |      |
| 2020년 5월 29일 (금요일) |  | 편집 |

| 2020년 5월 29일 (금요일) |  | 편집 |

| \| 2020년 5월 30일 (토요일) \| \| 편집 \| |  |      |
| 과학과 기술 - 미국의 항공우주기업 스페이스X의 유인우주선인 크루 드래곤(Crew Dragon)이 발사 성공하였다. 첫 민간 유인 우주선이다. 크루 드래곤 발사는 당초 27일로 예정되었으나, 기상 악화로 지연된 바 있다. 국제 관계 - 미국의 도널드 트럼프 대통령은 5월 28일 통과된 중화인민공화국의 홍콩 국가보안법과 관련하여, 홍콩의 특별지위 박탈을 위한 절차를 개시하겠다고 밝혔다. 그간 미국은 1992년 제정한 홍콩정책법(United States-Hong Kong Policy Act)에 따라, 1997년 영국의 홍콩 반환 이후에도 관세, 투자, 무역 및 비자 발급 등에 있어 홍콩을 특별 대우를 해왔다. - 도널드 트럼프 미국 대통령은 오는 6월 30일로 예정되었던 주요7개국(G7) 정상 회의를 9월 경으로 연기하고, 대한민국, 러시아, 오스트레일리아, 인도 등을 초청하고 싶다고 밝혔다. 보건 - 코로나바이러스감염증-19 범유행 - 대한민국의 0시 기준 확진자 수가 11,441명으로 집계되었다. 전날 0시 대비 39명이 늘었다. 법과 범죄 - 조지 플로이드 사망 항의시위와 관련하여 미국 로스앤젤레스의 에릭 가세티(Eric Garcetti) 시장은 저녁 8시부터 새벽 5시까지 통행금지를 실시한다고 밝혔다. 정치와 선거 - 대한민국 제21대 국회, 제21대 국회의원 목록 - 대한민국 국회의 21번째 회기가 시작되었다. - 제21대 국회는 지난 4월 16일 실시된 대한민국 제21대 국회의원 선거를 통해 당선된 국회의원 300명(지역구 253명+비례대표 47명)으로 구성된다. |  |      |
| 2020년 5월 30일 (토요일) |  | 편집 |

| 2020년 5월 30일 (토요일) |  | 편집 |

| \| 2020년 5월 31일 (일요일) \| \| 편집 \| |  |      |
| 과학과 기술 - 미국의 항공우주기업 스페이스X의 유인우주선인 크루 드래곤(Crew Dragon)이 5월 30일 발사 성공 이후 약 19시간여 만에 국제우주정거장(ISS)에 성공적으로 도킹(Docking, 결합)하였다. 미국 항공 우주국(NASA, 나사) 소속 우주비행사 밥 벤켄(Bob Behnken)과 더그 헐리(Doug Hurley)가 우주정거장에 합류하였다. 보건 - 코로나바이러스감염증-19 범유행 - 전 세계 감염증 확진자 수가 600만여 명을 넘어선 것으로 집계되었다. 누적 사망자 수는 36만여 명이 넘는다. 이는 지난 2019년 12월 31일, 중화인민공화국이 후베이성 우한에 원인 미상의 폐렴이 발생했다고 세계보건기구(WHO)에 보고한 지 152일 만이다. - 대한민국의 0시 기준 확진자 수가 11,468명으로 집계되었다. 전날 0시 대비 27명이 늘었다. 스포츠 - 북미 프로야구 리그인 메이저리그 베이스볼(MLB)에 속한 토론토 블루제이스가 전날 구단의 마이너리그 선수 29명을 방출하였다. 감염증 유행으로 개막이 지연되고, 이에 따른 재정 악화가 이유로 알려졌다. |  |      |
| 2020년 5월 31일 (일요일) |  | 편집 |

| 2020년 5월 31일 (일요일) |  | 편집 |

| <          | 2020년 5월 | 2020년 5월 | 2020년 5월 | 2020년 5월 | 2020년 5월 | >             |
| 일         | 월         | 화         | 수         | 목         | 금         | 토            |
|            |            |            |            |            | 1 4.9 갑진 | 2 10 을사     |
| 3 11 병오  | 4 12 정미  | 5 13 무신  | 6 14 기유  | 7 15 경술  | 8 16 신해  | 9 17 임자     |
| 10 18 계축 | 11 19 갑인 | 12 20 을묘 | 13 21 병진 | 14 22 정사 | 15 23 무오 | 16 24 기미    |
| 17 25 경신 | 18 26 신유 | 19 27 임술 | 20 28 계해 | 21 29 갑자 | 22 30 을축 | 23 윤4.1 병인 |
| 24 2 정묘  | 25 3 무진  | 26 4 기사  | 27 5 경오  | 28 6 신미  | 29 7 임신  | 30 8 계유     |
| 31 9 갑술  |            |            |            |            |            |               |

| - 2020년 - 4월 - 5월 - 6월 - 5월 10일: 폴란드 대통령 선거(연기) 편집하기 |